# Sveriges folkräkning 1940
Sveriges folkräkning 1940 var den tionde folkräkningen i Sverige sedan grundandet av Statistiska centralbyrån. Folkräkningen registrerade 6 371 432 invånare, varav 3 160 128 män och 3 211 304 kvinnor.